# 易卜拉欣先生与古兰经之花
《易卜拉欣先生与古兰经之花》是法国作家艾力克-埃马纽埃尔·史密特所著的一部小说，讲述了穆斯林杂货商易卜拉欣和犹太少年摩伊斯（摩摩）之间的友情故事。

## 译本
该书被翻译为数十种语言在全世界出版，其中中文译本《陪我走到世界尽头：少年摩摩的成长故事》，林雅芬翻译，2004年12月由方智出版社出版；该中译本由辽宁教育出版社于2006年1月引进中国大陆，书名改为《陪我走到世界尽头》。

## 改编
2003年被改编为同名法语电影。